# Buccinum orotundum
Buccinum orotundum är en snäckart som beskrevs av Dall 1907. Buccinum orotundum ingår i släktet Buccinum och familjen valthornssnäckor. Inga underarter finns listade i Catalogue of Life.